# Breitbrunn am Chiemsee
Breitbrunn am Chiemsee település Németországban, azon belül Bajorországban. Lakosainak száma 1579 fő (2023. december 31.). Breitbrunn am Chiemsee Bad Endorf, Rimsting, Eggstätt, Gstadt am Chiemsee és Chiemsee községekkel határos.

## Népesség
A település népessége az elmúlt években az alábbi módon változott:
| Lakosok száma | 404  | 1129 | 1275 | 1260 | 1562 | 1556 | 1549 | 1533 | 1621 | 1579 |
|               | 1875 | 1950 | 1975 | 1987 | 2012 | 2014 | 2016 | 2017 | 2021 | 2023 |